# Gerry Shannon
Pour les articles homonymes, voir Shannon.
Gerry Edmond Shannon (né le 25 octobre 1910 à Campbellford, Ontario, au Canada - mort le 1er mai 1983) est un joueur professionnel canadien de hockey sur glace.

## Carrière de joueur
Il joue sept saisons avant d'atteindre la Ligue nationale de hockey au début de la saison 1933-1934. Il signe par les Sénateurs d'Ottawa. Sa première saison est la meilleure de sa carrière dans la LNH. La saison suivante, il suit l'équipe qui est déménagée à Saint-Louis mais il la termine avec les Bruins de Boston avec lesquels il connaît ses premières séries éliminatoires.
Il joue deux saisons avec l'organisation des Bruins avant de retourner jouer au Canada pour ses deux dernières saisons dans la LNH avec les Maroons de Montréal. Il rejoint ensuite les Bears de Hershey pour deux saisons avant de prendre sa retraite.

## Parenté dans le sport
Son frère Charles Shannon était également professionnel.

## Statistiques
| Saison     | Équipe                     | Ligue       |     | Saison régulière | Saison régulière | Saison régulière | Saison régulière | Saison régulière |   | Séries éliminatoires | Séries éliminatoires | Séries éliminatoires | Séries éliminatoires | Séries éliminatoires |
| Saison     | Équipe                     | Ligue       | PJ  | B                | A                | Pts              | Pun              | PJ               | B | A                    | Pts                  | Pun                  |                      |                      |
| 1926-1927  | Cataracts de Niagara Falls | OHA Jr.     |     |                  |                  |                  |                  | 4                | 2 | 0                    | 2                    | 0                    |                      |                      |
| 1927-1928  | Cataracts de Niagara Falls | OHA Jr.     |     |                  |                  |                  |                  |                  |   |                      |                      |                      |                      |                      |
| 1928-1929  | Lions de Oakville          | OHA Jr.     | 12  | 2                | 0                | 2                |                  |                  |   |                      |                      |                      |                      |                      |
| 1929-1930  | Cataracts de Niagara Falls | OHA Sr.     | 4   | 7                | 4                | 11               | 0                | 2                | 2 | 1                    | 3                    | 0                    |                      |                      |
| 1930-1931  | Sailors de Port Colborne   | OHA Sr.     | 10  | 3                | 3                | 6                | 15               | 5                | 1 | 2                    | 3                    | 8                    |                      |                      |
| 1931-1932  | Sailors de Port Colborne   | OHA Sr.     | 20  | 6                | 3                | 9                | 38               | 4                | 0 | 0                    | 0                    | 4                    |                      |                      |
| 1932-1933  | Cataracts de Niagara Falls | OHA Sr.     | 22  | 16               | 12               | 28               | 16               | 5                | 1 | 3                    | 4                    | 10                   |                      |                      |
| 1932-1933  | Cataracts de Niagara Falls | Coupe Allan | 6   | 3                | 0                | 3                | 0                | -                | - | -                    | -                    | -                    |                      |                      |
| 1933-1934  | Sénateurs d'Ottawa         | LNH         | 48  | 11               | 15               | 26               | 26               | -                | - | -                    | -                    | -                    |                      |                      |
| 1934-1935  | Clubs de Boston            | CAHL        | 7   | 4                | 2                | 6                | 2                | -                | - | -                    | -                    | -                    |                      |                      |
| 1934-1935  | Eagles de Saint-Louis      | LNH         | 25  | 2                | 2                | 4                | 11               | -                | - | -                    | -                    | -                    |                      |                      |
| 1934-1935  | Bruins de Boston           | LNH         | 17  | 1                | 1                | 2                | 4                | 4                | 0 | 0                    | 0                    | 2                    |                      |                      |
| 1935-1936  | Clubs de Boston            | CAHL        | 22  | 11               | 6                | 17               | 24               | -                | - | -                    | -                    | -                    |                      |                      |
| 1935-1936  | Bruins de Boston           | LNH         | 23  | 0                | 1                | 1                | 6                | -                | - | -                    | -                    | -                    |                      |                      |
| 1936-1937  | Reds de Providence         | CAHL        | 8   | 1                | 3                | 4                | 7                | -                | - | -                    | -                    | -                    |                      |                      |
| 1936-1937  | Maroons de Montréal        | LNH         | 31  | 9                | 7                | 16               | 13               | 5                | 0 | 1                    | 1                    | 0                    |                      |                      |
| 1937-1938  | Indians de Springfield     | CAHL        | 8   | 2                | 1                | 3                | 0                | -                | - | -                    | -                    | -                    |                      |                      |
| 1937-1938  | Maroons de Montréal        | LNH         | 36  | 0                | 3                | 3                | 20               | -                | - | -                    | -                    | -                    |                      |                      |
| 1938-1939  | Bears de Hershey           | CAHL        | 31  | 9                | 2                | 11               | 4                | 5                | 1 | 1                    | 2                    | 8                    |                      |                      |
| 1939-1940  | Bears de Hershey           | CAHL        | 52  | 13               | 18               | 31               | 8                | 6                | 1 | 2                    | 3                    | 2                    |                      |                      |
| Totaux LNH | Totaux LNH                 | Totaux LNH  | 180 | 23               | 29               | 52               | 80               | 9                | 0 | 1                    | 1                    | 2                    |                      |                      |